# Шарма, Сомнатх
Сомнатх Шарма (хинди सोमनाथ शर्मा; 31 января 1923, Дадх, Кангра, Пенджаб (Британская Индия), ныне Химачал-Прадеш — 3 ноября 1947, под Будгамом, Джамму и Кашмир) — офицер армии Британской Индии, позднее Республики Индия (погиб в звании майора), первый кавалер высшей военной награды Индии, ордена Парам Вир Чакра (посмертно).

## Биография и карьера
Родился в семье военного, генерал-майора военно-медицинской службы Амарнатха Шармы, имел двух братьев и сестру (впоследствии также пошедших по военной стезе). Получил начальное образование в Шервудском колледже в Найнитале. С 11 или 12 лет учился в Королевском индийском военном колледже Принца Уэльского, после чего оказался в числе курсантов, выбранных для дальнейшего военного образования в Королевском военном училище в Великобритании.
При выпуске был распределён в феврале 1942 года в чине лейтенанта в 8-й батальон 19-го Хайдерабадского полка. Участвовал в боях в Бирме под командованием полковника Коландеры Субайи Тхимайи в период Араканской кампании 1942-1943 годов. Был удостоен упоминания в приказе. Вернулся на родину после капитуляции Японии в 1945 году.
Ко времени объявления независимости Индии и начала Первой индо-пакистанской войны относился к 4-му батальону Кумаонского полка. Подвигу Сомнатха Шармы предшествовало вторжение в Кашмир пакистанских полувоенных формирований 21-22 октября 1947 года. Махараджа Хари Сингх, ранее рассчитывавший оставить свое княжество независимым, обратился за помощью к правительству Индии, которое согласилось помочь при условии присоединения Джамму и Кашмира к Индии. После подписания махараджей соглашения, в столицу княжества Сринагар стали направляться войска, начиная с нескольких рот Кумаонского полка, включая роту «D» под командованием майора. Незадолго до того Сомнатх сломал руку, занимаясь спортом, и формально являлся временно негодным к службе, но настоял на отправке вместе со своими людьми.
3 ноября силы роты «D», составлявшие менее 90 человек, патрулировали местность в области деревни Бадгам, являвшуюся ключевой из-за близости к аэродрому, через который планировалась дальнейшая переброска индийских войск в Кашмирскую долину. Около 2:30 дня отряд майора был атакован пакистанским формированием численностью приблизительно в 700 человек. Осознавая важность обороны и одновременно значительный перевес противника, командир немедленно запросил подкрепления, пообещав со своей стороны сражаться до последнего человека и патрона. В течение шести часов под миномётным огнём майор Шарма руководил обороной. Незадолго до гибели, на фоне больших потерь среди личного состава, Шарма принял участие в снаряжении магазинов для поддержки стрелков и был убит подрывом боеприпасов при попадании пакистанской мины. Сильно изуродованное тело Сомнатха Шармы было обнаружено три дня спустя и опознано по нескольким страницам Бхагавадгиты, которые он постоянно носил в нагрудном кармане, а также кобуре пистолета, подаренного ему перед вылетом в Сринагар соратником по Бирме К. К. Тевари.
При учреждении в начале 1950 года высшей военной награды Индии Парам Вир Чакра, майор Сомнатх Шарма стал её первым кавалером. Посмертная награда майора Сомнатха Шармы была получена его отцом, генералом Амарнатхом Шармой.

## Военные награды
- Индийская медаль «За службу»[англ.]
- Медаль войны 1939–1945[англ.]
- Бирманская звезда
- Звезда «1939—1945»
- Медаль Независимости Индии (посмертно)
- General Service Medal 1947 (посмертно)
- Парам Вир Чакра (посмертно)

## Дополнительные ссылки и литература
- B. Chakravorty. IC-521 Major Sharma, Somnath, PVC (Posth.) // Stories of Heroism: PVC & MVC Winners / Ed. by Uma Prasad Thapliyal. — Allied Publishers, 1995. — P. 2,75-76. — ISBN 9788170235163.
- Bhaskar Sarkar. First Kashmir War, 1947-48 // Kargil War: Past, Present, and Future. — Lancer Publishers, 1999. — P. 15-16. — ISBN 9781897829615.
- Chinmaya Yuva Kendra. Major Somnath // Awakening Indians to India. — Central Chinmaya Mission Trust, 2008. — P. 94. — ISBN 9788175974340.
- Brig. Jasbir Singh. Jammu and Kashmir Operations, 1947—1948 // Combat Diary: An illustrated history of operations conducted by 4th Battalion, The Kumaon Regiment 1788 to 1974. — Lancer Publishers, 2010. — P. 159-166. — ISBN 9781935501183.
- Подборка официально опубликованных материалов, посвящённых Сомнатху Шарме в Indian Army Blog (англ.)